# ثاندي نيوتن
ثاندي نيوتن (بالإنجليزية: Thandie Newton)‏ مواليد 06 نوفمبر 1972 في لندن، إنجلترا، هي ممثلة بريطانية بدأت مسيرتها الفنية عام 1991.

## الحياة الشخصية
ثاندي تزوجت مخرج وكاتب بريطاني عام 98، أنجبت أول أطفالها فتاة سمتها ريبلي في 2000 ونيكو في 2004، ابنها الاخير بوكر ولد في مارس 2014 ولم تكن تريد له أن يولد في مستشفى، وفضلت وجود ممرضه تساعدها على الولاده في منزلها بدلا عن ذلك.

## الأعمال

### أفلامها
| السنة | الفيلم                        | الدور         | الملاحظات                                                                                         |
| ----- | ----------------------------- | ------------- | ------------------------------------------------------------------------------------------------- |
| 1991  | مغازلة [الإنجليزية]           | تاندي اجوا    |                                                                                                   |
| 1993  | الشباب الأمريكي               | ريتشل ستيفنز  |                                                                                                   |
| 1994  | Loaded                        | زيتا          |                                                                                                   |
| 1994  | مقابلة مع مصاص الدماء         | يفيت          |                                                                                                   |
| 1995  | جيفرسون في باريس [الإنجليزية] | سالي هيمينغز  |                                                                                                   |
| 1996  |                               |               |                                                                                                   |
| 2000  | مهمة مستحيلة 2                | نياه نوردوف   | ترشحت لجائزة إمباير لفئة أفضل ممثلة بريطانية - ترشحت لجائزة التوتة الذهبية لفئة أسوأ ممثلة مساعده |
| 2002  |                               |               |                                                                                                   |
| 2004  | تصادم                         | كريستين       |                                                                                                   |
| 2006  | البحث عن السعادة              | ليندا         |                                                                                                   |
| 2007  | نوربت                         | كيت توماس     |                                                                                                   |
| 2008  | دبليو                         | كوندليزا رايس |                                                                                                   |
| 2009  | 2012                          | لورا ويلسون   |                                                                                                   |
| 2010  | For Colored Girls             | تانجي         |                                                                                                   |
| 2013  |                               |               |                                                                                                   |

### مسلسلاتها
- إي آر (مسلسل)
- أميريكان داد!
- وست وورلد

## وصلات خارجية
- ثاندي نيوتن على موقع IMDb (الإنجليزية)
- ثاندي نيوتن على موقع روتن توميتوز (الإنجليزية)
- ثاندي نيوتن على موقع ألو سيني (الفرنسية)
- ثاندي نيوتن على موقع أول موفي (الإنجليزية)
- ثاندي نيوتن على موقع بوكس أوفيس موجو (الإنجليزية)
- ثاندي نيوتن على موقع قاعدة بيانات الأفلام السويدية (السويدية)
- ثاندي نيوتن على موقع إن إن دي بي (الإنجليزية)
- ثاندي نيوتن على موقع ديسكوغز (الإنجليزية)
- ثاندي نيوتن على موقع قاعدة بيانات الفيلم (الإنجليزية)
- ثاندي نيوتن على موقع كينوبويسك (الروسية)